# ラショーヴァ＝シコルスキの補題
数学基礎論で、ラショーヴァ＝シコルスキの補題（ヘレナ・ラショーヴァとローマン・シコルスキの名に因む）とは、強制法関連のテクニックで使われるもっとも基本的な補題の一つである。強制法の議論で、強制概念(P, ≤)の部分集合 D が P 内で稠密であるとは、p ∈ P であるなら d ≤ p となる d ∈ D が存在することである。
P のフィルターF がD-ジェネリックであるとは、
F ∩ E ≠ ∅ for all E ∈ D
となることである。ここで、ラショーヴァ＝シコルスキの補題とは、:
「(P, ≤) を半順序で p ∈ Pとする。D がP の稠密集合の可算個の族であるならば、p ∈ FとなるP のD-ジェネリックフィルターF が存在する。」
という命題のことである。

## 証明
証明は以下のように為される。： D は可算であるから、D の要素であるP の稠密部分集合にD1, D2, …と名前を付けていくことができる。 
仮定から、p ∈ P が存在する。するとDの要素の稠密性から、
p1 ≤ p となるように p1 ∈ D1 を取ることができる。 
同様にして … ≤ p2 ≤ p1 ≤ p （ただし、pi ∈ Di）
となるように取れる。
そこで、G = { q  ∈ P : ∃ i, q ≥ pi} とおくと、
これは条件を満たす D-ジェネリックフィルターである。//
この補題はMA({\displaystyle \aleph _{0}})と同値である。

## 例
- (P, ≥) = (Func(X, Y), ⊂)と、XからYへの部分関数の半順序を定義する。Dx = {s ∈ P: x ∈ dom(s)}とする。Xが可算なら、この補題により、 {Dx: x ∈ X}-ジェネリックフィルター F を生成でき、また、∪ Fは関数 ∪ F: X → Yとなる。

- D が非可算のときは、それが{\displaystyle 2^{\aleph _{0}}}より真に小さい濃度をもち、半順序P が 可算鎖条件を満たすなら、マーティンの公理の議論に置き換えることができる。

## 参考
- Set Theory for the Working Mathematician.  Ciesielski, Krzysztof.  Cambridge University Press, 1997.  ISBN 0-521-59465-0
- Kunen, Kenneth (1980). Set Theory: An Introduction to Independence Proofs. North-Holland. ISBN 0-444-85401-0